# Назаров, Николай Николаевич (генерал)
Никола́й Никола́евич Наза́ров (1828—1907) — русский военный деятель; генерал-лейтенант, герой Туркестанских походов.

## Биография
Родился 4 (16) февраля 1828 года. Воспитывался в Новгородском графа Аракчеева кадетском корпусе, из которого был выпущен прапорщиком 13 января 1848 года в армейскую кавалерию.
Принимал участие в походе в Венгрию в 1849 году и 28 июля 1853 года произведён в поручики. В 1854 году на Дунайском театре Восточной войны был ранен и награждён в 1855 году орденом Св. Анны 3-й степени с бантом.
После излечения перевёлся в армейскую пехоту на Кавказ, где принимал активное участие в походах против горцев. За отличия на Кавказе получил чины штабс-капитана (12 января 1858 года), капитана (9 мая 1861 года) и майора (17 ноября 1863 года).
В 1866 году Назаров был переведён в Туркестан, где 28 января 1867 года был назначен командиром 9-го Туркестанского линейного батальона и 14 марта получил чин подполковника. 1 июля возглавил 5-й Оренбургский линейный батальон. В том же году Назаров принимал участие во множестве дел с кокандцами и бухарцами и был удостоен ордена Св. Станислава 2-й степени с императорской короной и мечами, особо отличился Назаров при штурме Ходжента, где командовал общим резервом и первым занял городскую цитадель.
27 июня 1867 года Назаров был удостоен ордена Св. Георгия 4-й степени (№ 10244 по кавалерскому списку Григоровича — Степанова)
В воздаяние за отличие, оказанное при штурме Бухарской крепости Ура-Тюбе, 2 Октября 1866 года, где, под убийственным огнём неприятеля, овладел несколькими барбетами с орудиями.
В сражении с бухарцами на Чапан-Атинских высотах под Самаркандом Назаров, вернувшись к командованию 9-го Туркестанского линейного батальона, руководил центром русских войск, однако после занятия Самарканда Назаров, назначенный в подчинение полковнику А. В. Пистолькорсу для преследования бегущих бухарских войск, по словам В. В. Верещагина, ослушался приказа последнего, был арестован генералом Кауфманом и заключён в Самаркандскую крепость.
Когда основные силы под командованием генерала Кауфмана двинулись далее к Бухаре, то Назаров остался в Самарканде в заключении (М. А. Терентьев сообщает что Назаров громко поссорился с полковником А. К. Абрамовым и остался в Самаркандском госпитале сославшись на болезнь), а когда в город ворвались шахрисябзские войска Джурабека, был освобождён комендантом крепости майором Штемпелем и принял живейшее участие в защите цитадели от атак шахрисябзцев. Василий Васильевич Верещагин, познакомившийся с Назаровым как раз во время этих событий, впоследствии писал:

«Сильный шум, но ничего ещё нет, шум всё увеличивается, слышны уже крики отдельных голосов: очевидно, они направляются к пролому невдалеке от нас; мы перешли туда, притаились у стены, ждём.

— Пойдём на стену, встретим их там, — шепчу я Назарову, наскучив ожиданием.

— Тсс, — отвечает он мне, — пусть войдут.

Этот момент послужил мне для одной из моих картин».
6 июня 1868 года Назаров был произведён в полковники. 30 июня 1869 года он за отличие при штурме города Карши получил золотую саблю с надписью «За храбрость» и вслед за тем орден Св. Владимира 3-й степени с мечами.
12 сентября 1874 года Назаров был назначен командиром 140-го пехотного Зарайского полка, в рядах которого в 1877—1878 годах совершил кампанию против турок.
18 августа 1877 года Назаров действовал в отряде генерал-майора Леонова 2-го, с двумя ротами Зарайского полка и двумя орудиями Донской конной № 9 батареи атаковал турецкие позиции у Садины и вытеснил оттуда неприятеля. Затем Леонов приказал Назарову отойти от Садины назад и на Карагассанкиойских позициях прикрывать левый фланг его отряда. За отличие в этом деле Назаров был награждён орденом Св. Станислава 1-й степени с мечами.
25 ноября того же года Назаров за отличие был произведён в генерал-майоры (со старшинством от 18 августа 1877 года) и отчислен от должности командира полка с назначением состоять при штабе Главнокомандующего великого князя Николая Николаевича Старшего. Во время сражения 28 ноября под Мечкой Назаров командовал 2-й бригадой 35-й пехотной дивизии, а 19 мая 1878 года возглавил 1-ю бригаду 3-й пехотной дивизии.
По окончании военных действий Назаров продолжал командовать бригадой до 9 апреля 1889 года, когда был назначен командиром 15-й пехотной дивизии, однако уже 31 июля того же года был переведён на должность командира 3-й пехотной дивизии. В генерал-лейтенанты произведён 30 августа 1888 года.
В конце 1891 года Назаров вышел в отставку и поселился в Санкт-Петербурге, где и скончался 27 июня (10 июля) 1907 года, похоронен на кладбище Воскресенского Новодевичьего монастыря.
В. В. Верещагин отмечал что Назаров был отчаянным и бесподобным матерщинником и характеризовал его следующими словами: «Этот человек был храбр какой-то особенной, залихватской храбростью».

## Награды
Среди прочих наград Назаров имел ордена св. Анны 1-й степени (1880 год) и св. Владимира 2-й степени (1883 год).